# Streamwood
Streamwood ist eine Gemeinde (mit dem Status „Village“) im Cook County im US-amerikanischen Bundesstaat Illinois. Das U.S. Census Bureau hat bei der Volkszählung 2020 eine Einwohnerzahl von 39.577 ermittelt.
Streamwood ist Bestandteil der Metropolregion Chicago.

## Geografie
Streamwood liegt im nordwestlichen Vorortbereich von Chicago auf 42°01′14″ nördlicher Breite und 88°10′24″ westlicher Länge und erstreckt sich über 20,25 km². Der Ort liegt überwiegend in der Hanover Township, erstreckt sich aber zu einem kleinen Teil auch in die Schaumburg Township.
Benachbarte Orte von Streamwood sind Hoffman Estates (an der nordöstlichen Stadtgrenze), Schaumburg (an der östlichen Stadtgrenze), Hanover Park (an der südöstlichen Stadtgrenze), Bartlett (an der südlichen Stadtgrenze), Elgin (10,4 km westlich) und South Barrington (9,7 km nördlich).
Das Stadtzentrum von Chicago befindet sich 57,9 km südwestlich, nach Rockford sind es 92,2 km in westnordwestlicher Richtung und Milwaukee in Wisconsin liegt 141 km nördlich.

## Verkehr
Nördlich von Streamwood führt mit der Interstate 90 der längste Interstate Highway als nordwestliche Ausfallstraße von Chicago an der Stadt vorbei. Durch das Stadtgebiet von Streamwood führen der U.S. Highway 20 und die Illinois State Route 19. Alle weiteren Straßen sind untergeordnete Fahrwege und innerstädtische Verbindungsstraßen.
Mit der Milwaukee District/West Line führt am südlichen Stadtrand eine Linie der METRA, einem mit einer deutschen S-Bahn vergleichbaren Nahverkehrssystem des Großraums Chicago, an Streamwood vorbei.
Mit dem Schaumburg Regional Airport befindet sich 8,9 km südöstlich von Streamwood ein kleiner Flugplatz. Der nächste Großflughafen ist der 38,5 km ostsüdöstlich gelegene Chicago O’Hare International Airport.

## Demografische Daten
Nach der Volkszählung im Jahr 2010 lebten in Streamwood 39.858 Menschen in 13.034 Haushalten. Die Bevölkerungsdichte betrug 1968,3  Einwohner pro Quadratkilometer. In den 13.034 Haushalten lebten statistisch je 3,04 Personen. 
Ethnisch betrachtet setzte sich die Bevölkerung zusammen aus 66,0 Prozent Weißen, 4,5 Prozent Afroamerikanern, 0,9 Prozent amerikanischen Ureinwohnern, 15,0 Prozent Asiaten sowie 10,6 Prozent aus anderen ethnischen Gruppen; 3,0 Prozent stammten von zwei oder mehr Ethnien ab. Unabhängig von der ethnischen Zugehörigkeit waren 28,2 Prozent der Bevölkerung spanischer oder lateinamerikanischer Abstammung. 
26,3 Prozent der Bevölkerung waren unter 18 Jahre alt, 65,7 Prozent waren zwischen 18 und 64 und 8,0 Prozent waren 65 Jahre oder älter. 50,4 Prozent der Bevölkerung war weiblich.

Das mittlere jährliche Einkommen eines Haushalts lag bei 71.602 USD. Das Pro-Kopf-Einkommen betrug 28.346 USD. 5,3 Prozent der Einwohner lebten unterhalb der Armutsgrenze.